# Ключковский, Яцек
Яцек Ключковски (1953) — польский дипломат.

## Биография
Родился 3 августа 1953 года в Лодзь (Польша). Лодзинский университет, магистр истории. Знание иностранных языков: украинский, русский, английский.
С 1979 по 1980 — журналист газеты «Дзенник Лудзки» издательства «Пресса-Книга-Рух» в г. Лодзь.
С 1980 по 1981 — секретарь Комиссии по вопросам культуры Главного Совета Социалистического Союза польских студентов.
С 1982 по 1984 — журналист Молодёжного агентства Издательства «Пресса-Книга-Рух», еженедельник «ИТД».
С 1984 по 1988 — журналист Молодёжного агентства Издательства «Пресса-Книга-Рух», газета «Штандар молодых».
С 1989 по 1991 — руководитель Отдела экономики, заместитель главного редактора газеты "Глос поранни « Издательства — Пресса
Книга-Рух».
С 1991 по 1992 — заместитель главного редактора месячника «Бестселлер» Института кинематографии в г. Лодзь.
С 1992 по 1994 — глава издательства «Силка» в Киеве, корреспондент газеты «Курьер Польски».
С 1995 по 2001 — советник Президента Польши Александра Квасьневского.
С 1996 по 2004 — член Консультативного Комитета Президентов Польши и Украини.
С 2001 по 2003 — председатель правительственного фонда «Польский фонд ноу-хау».
С 2001 по 2004 — генеральный директор Кабинета Маршала Сейма Польши Марек Боровски (руководитель аппарата спикера парламента)
С 2003 — член Совета Польско-Украинского Форума.
С 2004 — член Ревизионной комиссии Евроатлантического общества.
С май 2004 — вице-министр в Канцелярии Председателя Совета Министров Республики Польша, руководитель Группы советников премьер-министра Польши проф. Марека Бельки.
С 11.2004 — руководитель группы экспертов и дипломатов по подготовке международных переговоров при Оранжевой революции Помаранчевои революции, участник «круглого стола» в Мариинском дворце в Киеве.
С 07.09.2005-Чрезвычайный и Полномочный Посол Польши на Украине. С 2011 по 2015 посол Польши в Казахстане